# شهرستان مدکووتس
شهرستان مدکووتس (به بلغاری: Medkovets Municipality) یک شهرستان در بلغارستان است که در استان مونتانا واقع شده‌است. شهرستان مدکووتس ۱۸۸ کیلومتر مربع مساحت و ۳٬۹۳۹ نفر جمعیت دارد.